# Voxpot
Voxpot je český zpravodajský a publicistický web zaměřený na reportáže, analýzy a komentáře týkající se primárně mezinárodního, ale i domácího dění. Voxpot vznikl v roce 2018 jako video-reportážní kanál zaměřený na vizuálně silné a analyticky hluboké reportáže ze světa. Založili ho reportér Vojtěch Boháč a kameramanka a střihačka Aneta Václavíková, inspirováni „odvážným, drzým a inovativním reportážním přístupem tehdejších amerických Vice News“. Ve svých počátcích spolupracoval Voxpot s levicovým webem A2larm, který používal jako distribuční platformu.
Server Voxpot.cz provozuje společnost Voxpot Media s.r.o. Kromě zpravodajského webu Voxpot vydává od roku 2023 také tištěný půlroční Voxpot Magazín, jehož hlavní editorkou je zástupkyně šéfredaktora Jolana Humpálová.

## Profil
Do roku 2020 fungoval Voxpot čistě jako platforma pro video reportáže ze zahraničí, primárně z konfliktních oblastí. První reportáže vznikly v Libanonu, na Kavkaze, na Balkáně, v Rusku nebo na Ukrajině. Od roku 2020 se přidaly také psané analytické a reportážní články i překlady ze zahraničního tisku.
Server se zapsal do širšího povědomí reportážním pokrytím ruské invaze na Ukrajinu od prvních dnů konfliktu v únoru 2022. Server kromě informování o Rusku a Ukrajině přináší pravidelně reportáže z celého světa, mimo jiné z Turecka, Indie, zemí EU nebo z Blízkého východu.
Kromě pokrývání aktuálních politických témat z celého světa se věnuje i lifestylovým tématům. V roce 2024 Voxpot představil nový web a vizuální identitu navrženou grafickými designery Eugenem Kordou a Jurajem Meszarosem.
Web Voxpotu navštíví měsíčně okolo 200 tisíc lidí. Jeho financování je zajišťováno především díky příjmům z předplatitelského Voxpot Klubu, který čtenářstvu nabízí bonusové články, tištěný časopis, přístup na Discord server Voxpotu a další výhody. Kromě toho server prodává inzertní prostor, získává granty a dary.
V roce 2022 vyšla v partnerství Voxpotu a Albatros Media reportážní kniha Všechny cesty vedou k válce šéfredaktora Voxpotu Vojtěcha Boháče.
Pod hlavičkou Voxpotu vznikají podcasty Puls Jolany Humpálové a Redneck Matěje Schneidera (který vzniká rovněž za podpory deníku Alarm).

## Ocenění
- Czech Press Photo 2023: Cena Radiožurnálu pro fotoreportérku Majdu Slámovou za reportážní sérii z Dnipra.[14]
- Novinářská křepelka 2022: Cena pro šéfredaktora Voxpotu Vojtěcha Boháče.[15]
- MFDF Jihlava 2022: Cena Respektu za nejlepší televizní, video či online investigativní reportáž za reportáž Vítr, slunce, revoluce: Evropa na cestě k záchraně klimatu.[16]
- MFDF Jihlava 2020: Cena Respektu za nejlepší televizní, video či online investigativní reportáž za reportáž Ve stínu Číny.[17]